# 卡米耶·卢茨
卡米耶·卢茨（法語：Camille Lutz，2002年7月17日—），法国女子乒乓球运动员，2024年世界乒乓球锦标赛女子团体铜牌得主。她的妹妹夏洛特同样也是乒乓球运动员。